# Mahićno
Mahićno is een plaats in de gemeente Karlovac in de Kroatische provincie Karlovac. De plaats telt 546 inwoners (2001).